# Comité interministériel de la coopération internationale et du développement
 (mars 2018).
Créé par le décret no 98-66 du 4 février 1998, le Comité interministériel de la coopération internationale et du développement (CICID) réunit, sous la présidence du Premier ministre, les ministres impliqués dans la politique française   d'aide publique au développement (APD) et en définit les grandes orientations.
Son secrétariat est assuré conjointement par le ministre des Affaires étrangères et le ministre de l'Économie et des Finances.
Il s'est réuni 11 fois depuis sa création, dernièrement le 8 février 2018.
Le co-secrétariat du CICID, réunissant la Direction générale de la mondialisation (DGM) du ministère des Affaires étrangères et la Direction générale du Trésor (DG Trésor) du ministère de l'Économie et des finances, se réunit plusieurs fois par an.